# Diocesi di Castro di Puglia

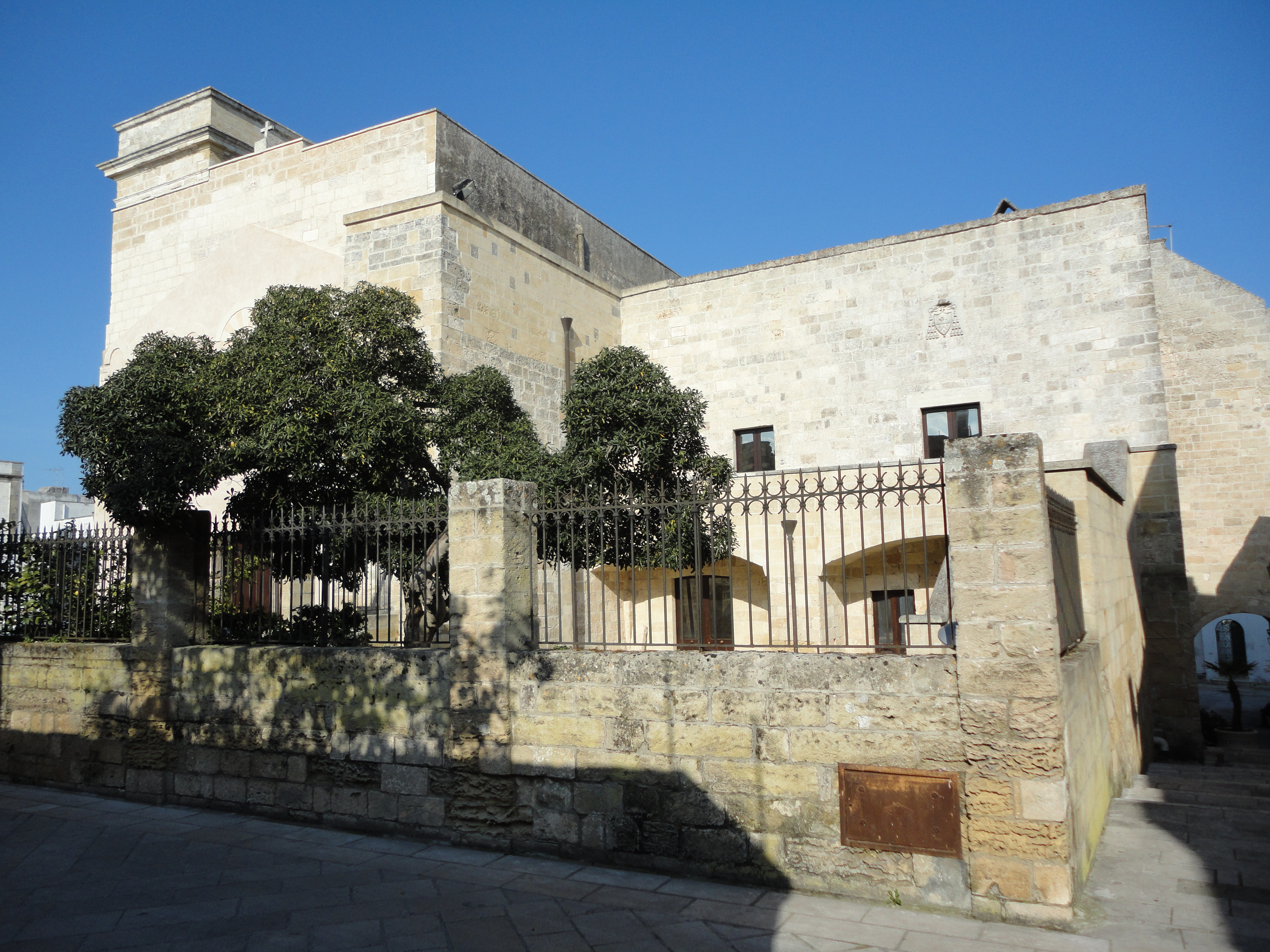
L'antico palazzo vescovile di Castro.

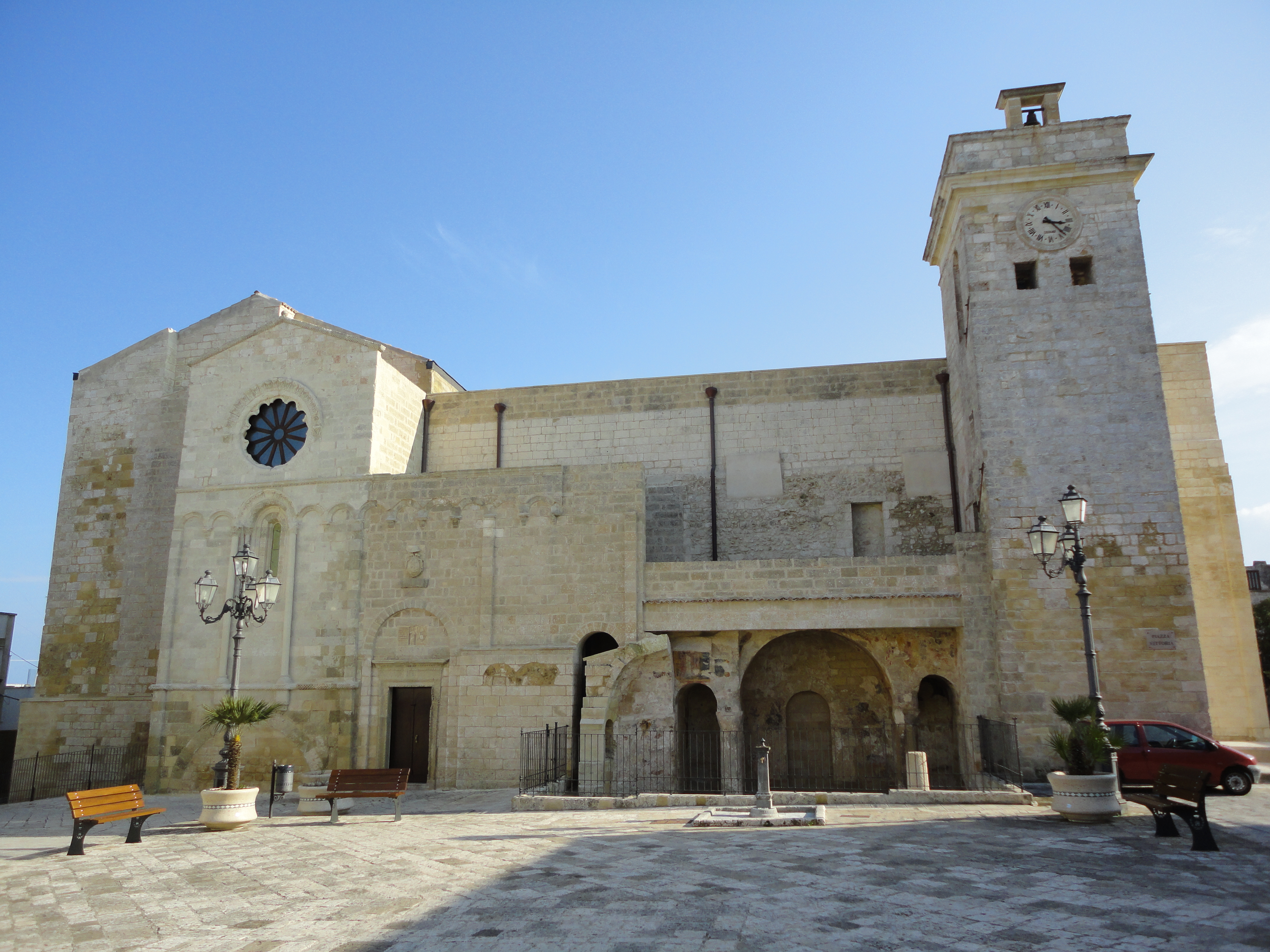
Prospetto laterale della Cattedrale

La diocesi di Castro di Puglia (in latino Dioecesis Castrensis in Apulia) è una sede soppressa e sede titolare della Chiesa cattolica.

## Territorio
La diocesi comprendeva la città di Castro e i centri di Andrano, Castiglione, Cerfignano, Cocumola, Diso, Marittima, Nociglia, Ortelle, Poggiardo, Santa Cesarea Terme, Surano, Spongano, Vaste, Vignacastrisi e Vitigliano.
Sede vescovile era Castro, dove fungeva da cattedrale l'attuale chiesa dell'Annunziata.

## Storia
Incerta e discussa è l'origine della diocesi di Castro. Secondo un'antica «pia tradizione» la diocesi sarebbe stata eretta da papa Leone II nell'anno 682; in questi termini viene ricordata dal vescovo Francesco Antonio Del Duca nella sua relazione redatta del 1795 in occasione della visita ad limina. Secondo alcuni storici, tra cui recentemente André Jacob, la diocesi comparirebbe per la prima volta, con il nome di Genitocastro o Geneocastro o Paleocastro (ossia Cittavecchia), nella Notitia Episcopatuum redatta all'epoca dell'imperatore Leone VI (inizio X secolo), tra le diocesi suffraganee di Santa Severina in Calabria. Tuttavia il nome non compare affatto in questa Notitia, ma in redazioni successive, attribuite all'XI o al XII secolo. E mentre alcuni storici identificano Paleocastro con Castro di Puglia, altri la identificano con Belcastro in Calabria, centro che fino al XIV secolo aveva appunto il nome di Cittavecchia.
Il primo vescovo noto di Castro prese parte al concilio Lateranense III del 1179 convocato da papa Alessandro III. I codici manoscritti tuttavia sollevano un problema di interpretazione, in relazione al nome di questo primo vescovo. Infatti, come spiega Kehr, tra i partecipanti al concilio ci fu anche Petureius (oppure Petracius) Litiensis Castrensis, e cioè: "Petureio (o Petrazio), [vescovo] di Lecce di Castro". A partire da questo testo, sono due le ipotesi sostenute dagli storici: che in quell'epoca le due sedi fossero unite nella persona di un unico vescovo; oppure che, nella trasmissione del testo, gli amanuensi abbiano col tempo omesso il nome del vescovo di Castro.
Fu certamente vescovo di Castro Leone, documentato in due occasioni, nel luglio 1205 e nel gennaio 1206. La diocesi in questo periodo era suffraganea dell'arcidiocesi di Otranto.
Dopo la distruzione di Castro per mano turca, nel 1572 il vescovo Luca Antonio Resta trasferì a Poggiardo la residenza vescovile.
Nell'opera di riforma della Chiesa, in attuazione delle decisioni del concilio di Trento, si distinsero i vescovi Placido Fava (1600-1604), che indisse il primo sinodo diocesano; Dionisio Tomacelli, Annibale Sillano e Giovanni Battista Costantini, che indissero altri sinodi rispettivamente nel 1632, nel 1653, nel 1725 e 1740; Gian Bernardo Capreoli, che istituì nel 1705 varie scuole di filosofia, di teologia e di grammatica.
La diocesi fu soppressa il 27 giugno 1818 con la bolla De utiliori di papa Pio VII e il territorio inglobato nell'arcidiocesi di Otranto.
Dal 1968 Castro è una sede vescovile titolare della Chiesa cattolica; la sede è vacante dal 21 novembre 2024.

## Cronotassi

### Vescovi residenti
- Anonimo (o Petureio/Petrazio[13]) † (menzionato nel 1179)
- Leone † (prima del 1205 - dopo il 1206)[14]
- Anonimi † (menzionati nel 1213, 1215, 1219, 1233)[14]
- Pellegrino I † (? - 23 ottobre 1254 nominato arcivescovo di Brindisi)
- Anonimo † (prima del 1267 - dopo il 1270)[14]
- Pellegrino II † (? - 1295 deceduto)
- Giovanni Parisi † (1295 - 1296 dimesso)
  - Ettore † (1295 - 6 dicembre 1300[15] deceduto) (vescovo intruso)
- Rufino, O.P. † (9 agosto 1296 - ?)
- Luca, O.P. † (8 novembre 1303 - 30 gennaio 1321 nominato arcivescovo di Otranto)
- Giacomo † (16 ottobre 1321 - ? deceduto)
- Francesco † (19 febbraio 1347 - ? deceduto)
- Pietro Masseri, O.F.M. † (9 agosto 1361 - 1366 deceduto)
- Donadio o Antonio † (4 giugno 1366 - 1387 deceduto)
  - Nicola Bonanno † (24 settembre 1389 - ?) (antivescovo)
- Antonio da Viterbo, O.F.M. † (12 gennaio 1387 - ?)
- Gerardo † (19 marzo 1390 - ? deceduto)
- Leonardo † (27 febbraio 1391 - 1402 deceduto)
- Berengario † (27 febbraio 1402 - 1429 deceduto)
- Urbano, O.F.M.Conv. † (2 marzo 1429 - ?)
- Nicola de Pineo † (18 marzo 1453 - 1483 deceduto)
- Stazio † (9 aprile 1483 - 1491 deceduto)
- Giorgio, O.S.B. † (23 giugno 1491 - 1503 deceduto)
- Donato † (22 luglio 1503 - 8 gennaio 1504 nominato vescovo di Ischia)
- Bernardino de Leis, C.R.L. † (8 gennaio 1504 - 19 gennaio 1504 nominato vescovo di Lavello)
- Bernardino Scannafora † (19 gennaio 1504 - ?)
- Angelo Gaconia † (8 giugno 1530 - 1565)
- Luca Antonio Resta † (26 ottobre 1565 - 11 agosto 1578 nominato vescovo di Nicotera)
- Giulio Ottinelli † (11 agosto 1578 - 28 settembre 1587 nominato vescovo di Fano)
- Mario Farullo, O.F.M.Conv. † (2 dicembre 1587 - agosto 1594 deceduto)
- Camillo Borghese † (5 settembre 1594 - 7 gennaio 1600 nominato vescovo di Montalcino)
- Placido Fava, O.S.B.Oliv. † (19 gennaio 1600 - 17 novembre 1604 nominato vescovo di Telese)
- Antonio Borni † (10 dicembre 1604 - 27 agosto[16] 1614 deceduto)
- Carlo Borni † (27 agosto 1614 succeduto - 1627 deceduto)
- Giovanni Battista Deti † (1º marzo 1627 - 13 maggio 1630 nominato vescovo di Anglona e Tursi)
- Dionisio Tomacelli, O.Carm. † (12 maggio 1631 - febbraio 1642 deceduto)
- Francesco Colonna † (16 giugno 1642 - 29 giugno 1653 deceduto)
- Annibale Sillano † (6 ottobre 1653 - 14 febbraio[17] 1666 deceduto)
- Francescantonio De Marco † (5 maggio 1666 - marzo 1681 deceduto)
- Francesco Maria Cafferi † (1º settembre 1681 - 8 dicembre 1681 deceduto)
- Gian Bernardo Capreoli † (11 gennaio 1683 - luglio 1712 deceduto)
  - Sede vacante (1712-1718)
- Giovanni Battista Costantini † (24 gennaio 1718 - novembre 1749 deceduto)
- Domenico De Amato † (23 febbraio 1750 - 27 giugno 1769 deceduto)
- Agostino Gorgoni † (29 gennaio 1770 - 5 aprile[18] 1790 deceduto)
- Francesco Antonio Del Duca † (26 marzo 1792 - 11 settembre[19] 1810 deceduto)
  - Sede vacante (1810-1818)

### Vescovi titolari
- Peter Seiichi Shirayanagi † (15 novembre 1969 - 21 febbraio 1970 succeduto arcivescovo di Tokyo)
- Richard John Sklba † (6 novembre 1979 - 21 novembre 2024 deceduto)